# ميكي ليلاند
ميكي ليلاند (بالإنجليزية: Mickey Leland)‏ هو سياسي أمريكي، ولد في 27 نوفمبر 1944 في لوبوك في الولايات المتحدة، وتوفي في 7 أغسطس 1989 في جامبيلا في إثيوبيا. نشط حزبياً في الحزب الديمقراطي. وقد انتخب عضو مجلس نواب تكساس (9 يناير 1973 – 3 يناير 1979) وانتخب عضو مجلس النواب الأمريكي عن دائرة Texas's 18th congressional district ‏ (3 يناير 1979 – 7 أغسطس 1989).

## وصلات خارجية
- ميكي ليلاند على موقع إن إن دي بي (الإنجليزية)